# F. Hendriksen (virksomhed)
 For alternative betydninger, se Frederik Hendriksen.
F. Hendriksen, nu F. Hendriksens Eftf. A/S er en dansk grafisk virksomhed, grundlagt 1. juli 1870 af Frederik Hendriksen (1847-1938), der i 1911 optog sine sønner, den senere indehaver, civilingeniør Holger S. Hendriksen (1878-1955) og Knud Hendriksen (1879-1972), som associés. Firmanavnet, der oprindeligt var F. Hendriksen's xylografiske Atelier, ændredes i 1885 til F. Hendriksen's Reproduktions-Atelier og senere til F. Hendriksens Eftf.
Virksomheden ligger Gammel Kongevej 3-5 og lå tidligere i Stormgade 12 i København.